# Hubert Stevens
Hubert Stevens, né le 7 mars 1890 à Lake Placid et mort le 26 novembre 1950, est un bobeur américain ayant concouru pendant les années 1930.
Participant à deux éditions des Jeux olympiques d'hiver, il gagne la médaille d'or en bob à deux aux Jeux olympiques d'hiver de 1932, à Lake Placid aux États-Unis avec son frère Curtis.

## Palmarès
- Champion olympique du bob à deux aux Jeux olympiques d'hiver de 1932 à Lake Placid ( États-Unis)